# Cyclopropaantrion
Cyclopropaantrion, of trioxocyclopropaan, is een weinig bekend koolstofoxide met de formule {\displaystyle {\ce {C3O3}}}. Het molecuul bestaat uit een ring van drie koolstof-atomen, elk met een dubbel gebonden zuurstof-atoom. Een alternatieve benadering is het molecuul zien als een trimeer van koolstofmonoxide. De verbinding is thermodynamisch instabiel, en niet beschikbaar in grote hoeveelheden. Via massaspectrometrie is het bestaan van de verbinding aangetoond.
Cyclopropaantrion is het neutrale equivalent van het deltaat-anion, {\displaystyle {\ce {C3O3^{2-}}}}, dat sinds 1975 bekend is.
Een drievoudig gehydrateerde vorm van cyclopropaantrion is cyclopropaan-1,1,2,2,3,3-hexol, {\displaystyle {\ce {[C(OH)2]3}}}. Deze verbinding bevat de ongebruikelijke geminale hydroxylgroepen.